# Kalkulacja podziałowa ze współczynnikami
Kalkulacja podziałowa ze współczynnikami. - metoda stosowana wtedy, gdy jednostka gospodarcza wytwarza w sposób masowy kilka prostych produktów najczęściej w oparciu o te same surowce. Wytwarzane wyroby często różnią się rozmiarem, formą, złożonością zdobienia itp.
W kalkulacji podziałowej ze współczynnikiem szczególnie istotne jest wyrażenie produkcji różnych wyrobów jednym miernikiem (w jednostkach umownych). W tym celu stosuje się współczynniki. Podstawą ich określenia może być ciężar wyrobów, ich powierzchnia lub pracochłonność. W przypadku bardzo prostych pod względem technologicznym wyrobów możliwe jest zastosowanie w przeliczeniu na jednostki umowne jednego współczynnika, natomiast w przypadku produktów złożonych wymagane jest opracowanie i zastosowanie odrębnych współczynników dla poszczególnych pozycji kalkulacyjnych.
Etapy procedury kalkulacji w metodzie podziałowej ze współczynnikami:
1. Obliczenie rozmiaru produkcji,
  1. Wyrobów, których produkcję rozpoczęto w ubiegłym roku
  2. Wyrobów, których produkcję rozpoczęto i zakończono w bieżącym roku
  3. Wyrobów, których produkcję rozpoczęto w bieżącym roku, ale jeszcze nie zakończono
2. Określenie stopnia przetworzenia remanentów.
3. Ustalenie współczynników.
4. Ustalenie sumy liczby jednostek współczynnikowych dla każdej pozycji kalkulacyjnej.
5. Obliczenie kosztu wytworzenia jednostki współczynnikowej.
6. Obliczenie jednostkowego kosztu wytworzenia wyrobu gotowego i produktu nie zakończonego.